# Tephrosia heterophylla
Tephrosia heterophylla är en ärtväxtart som beskrevs av Wilhelm Vatke. Tephrosia heterophylla ingår i släktet Tephrosia och familjen ärtväxter. IUCN kategoriserar arten globalt som livskraftig. Inga underarter finns listade i Catalogue of Life.